# 100 mètres haies aux championnats du monde d'athlétisme 2007
Navigation
Helsinki 2005 Berlin 2009
L'épreuve du 100 mètres haies des championnats du monde d'athlétisme 2007 s'est déroulée du 27 au 29 août 2007 dans le Stade Nagai d'Osaka, au Japon. Elle est remportée par l'Américaine Michelle Perry.

## Résultats

### Finale
| Rang               | Athlète                | Pays       | Temps | Notes |
| ------------------ | ---------------------- | ---------- | ----- | ----- |
| Médaille d'or      | Michelle Perry         | États-Unis | 12.46 |       |
| Médaille d'argent  | Perdita Felicien       | Canada     | 12.49 | SB    |
| Médaille de bronze | Delloreen Ennis-London | Jamaïque   | 12.50 | PB    |
| 4                  | Susanna Kallur         | Suède      | 12.51 | PB    |
| 5                  | Virginia Powell        | États-Unis | 12.55 |       |
| 6                  | LoLo Jones             | États-Unis | 12.62 |       |
| 7                  | Vonette Dixon          | Jamaïque   | 12.64 | PB    |
| 8                  | Angela Whyte           | Canada     | 12.66 |       |